# Lingmoor Tarn
Der Lingmoor Tarn ist ein See im Lake District, Cumbria, England.
Der Lingmoor Tarn liegt nördlich des Lingmoor Fell westlich von Elterwater und östlich des Blea Tarn. Der See hat keinen erkennbaren Zufluss. Der unbenannte Abfluss an seiner Nordseite mündet in den Great Langdale Beck.